# Actias chapae
 Actias chapae là một loài bướm đêm trong chi Actias thuộc họ Saturniidae. Loài bướm đêm này sinh sống ở Trung Quốc và Việt Nam.

## Phân loài
Loài này có hai phân loài:
- Actias chapae chapae
- Actias chapae bezverkhovi Wu & Naumann, 2006 (Nam Việt Nam)